# Neuilly-l'Évêque

Neuilly-l'Évêque este o comună în departamentul Haute-Marne din nord-estul Franței. În 2009 avea o populație de 641 de locuitori.

## Evoluția populației
| An        | 1975 | 1982 | 1990 | 1999 | 2006 | 2009 |
| --------- | ---- | ---- | ---- | ---- | ---- | ---- |
| Populație | 595  | 621  | 587  | 636  | 643  | 641  |